# モッジ型フリゲート
モッジ型フリゲート（ペルシア語: ناوچه کلاس موج、英: Mowj-class frigate）は、イラン海軍のフリゲートの艦級。なお公式の艦種は駆逐艦である。

## 設計
基本的には、イスラム革命以前からイラン海軍が運用していたアルヴァンド級（ヴォスパーMk.5フリゲート）を発展させた設計となっている。ただし同級はCODOG方式の機関を搭載していたのに対し、本級ではガスタービンエンジンを省いて、ディーゼルエンジンのみとなっており、その分だけ速力も低下している。また電源としては、出力550キロワットのディーゼル発電機4基を搭載している。
アルヴァンド級と異なり、艦尾甲板にはヘリコプター甲板が設けられた。格納庫は持たないが、艦載ヘリコプター1機の搭載に対応している。機種としてはベル 214の名前が挙がっており、また武装した無人航空機（UAV）の運用試験を行ったとも発表されている。なおヘリコプター甲板直前には搭載艇2隻が配置されている。

## 装備
レーダーとしては、「ジャマラン」はアルヴァンド級と同じAWS-1を搭載して竣工したが、「ダーマヴァント」では国産の3次元レーダーであるアスルを搭載しており、「ジャマラン」も後にこちらに換装した。また「ダーマヴァント」では火器管制レーダーとしてWM-28も搭載した。
兵装は大きく変更された。例えば艦砲は、アルヴァンド級ではイギリス製の55口径114 mm単装砲を搭載していたのに対し、本型では、イタリア製の62口径76mm単装速射砲、あるいはそのリバースエンジニアリング版であるFajr-27を搭載した。また機関砲としてボフォース 70口径40mm機関砲（Fath-40）と90口径20mm機関砲（エリコンGAM-B01）を備えるほか、前者を30mm口径のカマンドCIWS（AK-630の国産化版）に換装した艦もある。
艦対艦ミサイルとしてはヌール（C-802の国産化版）を備える。また艦対空ミサイルとして、メラブ（サッヤード-2の艦載化版）を搭載する。また対潜兵器として3連装短魚雷発射管を備えている。

## 同型艦

### 一覧表
| 艦番号 | 艦名                                      | 起工   | 進水           | 就役          | 退役           | 母港                 |
| ------ | ----------------------------------------- | ------ | -------------- | ------------- | -------------- | -------------------- |
| 76     | ジャマラン IRIS Jamaran جماران            | 2006年 | 2007年2月      | 2010年2月19日 | 就役中         | バンダレ・アッバース |
| 77     | ダーマヴァント IRIS Damavand ناوچه دماوند | 2007年 | 2013年 5月17日 | 2015年        | 2018年 1月10日 | バンダレ・アンザリー |
| 74     | サハンド IRIS Sahand ناوچه سهند           | 2010年 | 2012年         | 2018年12月1日 | 就役中         | バンダレ・アッバース |
| 75     | デーナ IRIS Dena                          | 2012年 | 2015年         | 2021年6月14日 | 就役中         | バンダレ・アッバース |

### 運用史
2018年1月、カスピ海を担当する北部艦隊に所属していた2番艦「ダマーヴァンド」が、嵐のため防波堤に衝突し、浸水・沈没した。
2020年5月10日、1番艦「ジャマラン」が演習中に発射した艦対艦ミサイルが、誤ってヘンディジャン級支援艦「コナラク」に命中。沈没は免れたが、19名が死亡、15名が負傷した。「コナラク」は標的の設置を担当していたが、設置後に十分な距離をとっていなかったとされる。
「サハンド」は2021年、133日間、4万5000キロメートルの長距離航海を実施し、イランの最高指導者アリー・ハーメネイーや国内メディアから称賛された。バンダレ・アッバース港を5月2日に出航して、アフリカ大陸南端回りで7月25日にロシア連邦サンクトペテルブルクに到着。スエズ運河を経由して9月9日に寄港した。経済制裁下で兵器などの国産化を進める「抵抗経済」の象徴の一つとなっている。
2024年7月、3番艦「サハンド」はイラン南部のバンダレ・アッバースにあるイラン海軍第1海軍基地で横転沈没した。修理中に浸水して傾斜し、その後艦を固定していたロープが切断して沈没したとされる。